# ZIM (文件格式)
ZIM 文件格式是一种自由档案格式，用于存储 Wiki 内容，以便离线浏览。它主要用于维基百科和其它维基百科项目。这种格式允许压缩文章，支持全文搜索索引以及本地分类和图像管理，类似 MediaWiki。和原始的 Wikipedia XML 维基百科:数据库下载 不同，整个文件可以容易的索引，并且可以被类似Kiwix的程序读取。维基百科在2012年一月的镜像大概有三百八十万篇不含图片的文章，有 7.5 GiB，对应的 ZIM 文件有 9.7 GiB（大约30%的额外开销）。 除了自由文件格式，openZIM 项目还提供一个开源的 ZIM 阅读器。
ZIM 文件格式替代了早期的 Zeno 文件格式。 ZIM 意为“ Zeno Improved ”（改进的 Zeno）。 openZIM 项目由 Wikimedia CH 赞助，同时由维基媒体基金会支持。